# Cotiella

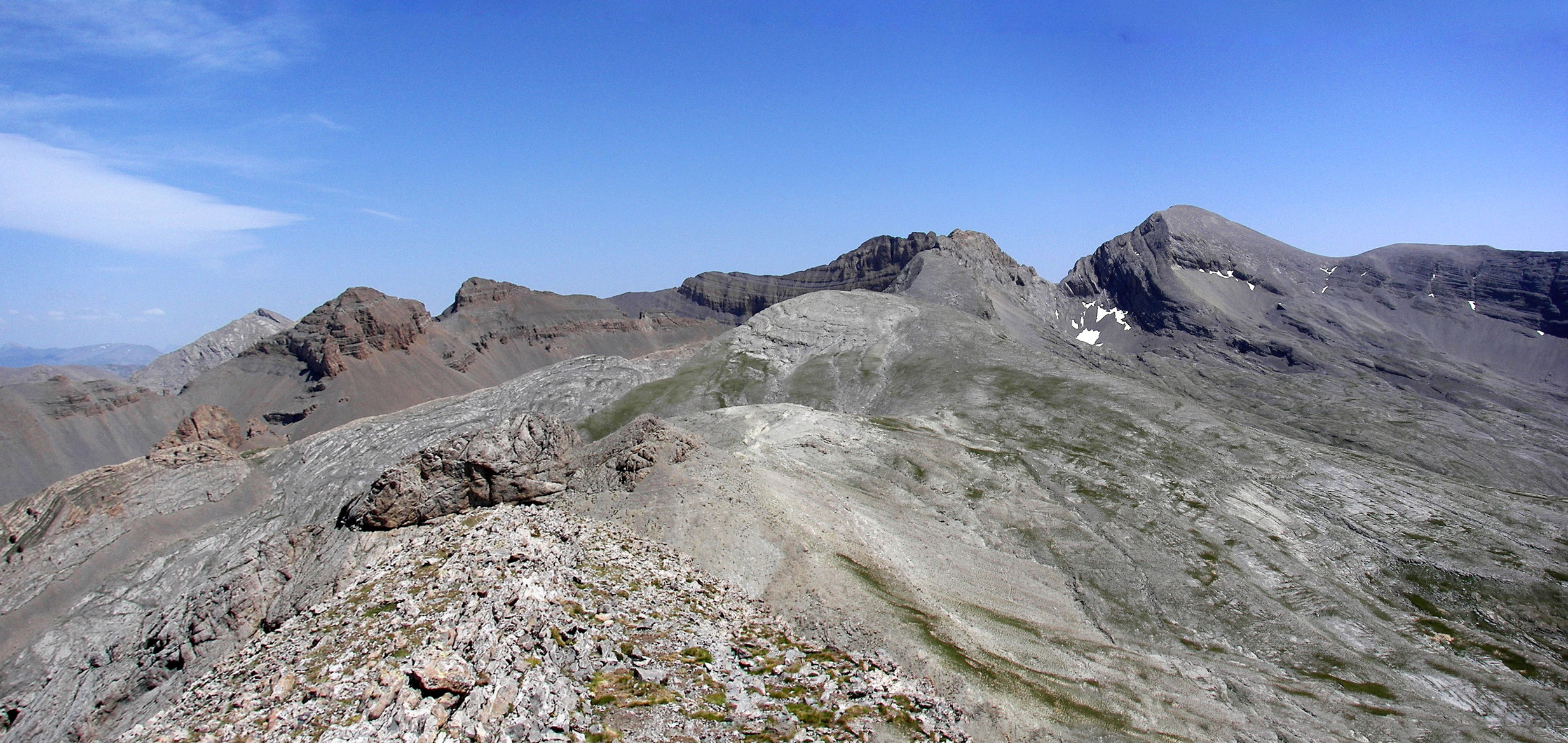
Vista del Cotiella

Cotiella es un macizo calcáreo del Prepirineo aragonés. El mismo nombre designa el pico principal del macizo, de 2.912 m. Otras cumbres importantes del mismo son la Punta de Armeña (2822 m), la Punta de las Neiss (2751 m) o el Cotielleta (2731 m). Pese a no superar los 3.000 m de altura, el relativo aislamiento en que se alza la mole del Cotiella hace que se muestre como el coloso de la zona, ofreciendo grandes vistas desde su vértice. En días despejados es visible desde la ciudad de Lérida.
Se encuentra ubicado entre los cursos de los ríos Cinca y Ésera. Al sur de Cotiella, se alza sierra Ferrera, cuya máxima cota es la conocida peña Montañesa (2295 m). Al oeste le acompaña el macizo de Lierga (2246 m s. n. m.), mientras que al norte es custodiado por las peñas de las Diez (2568 m), las Once (2658 m) y del Mediodía (2468 m). Estas tres últimas deben sus nombres a que han sido utilizadas desde antiguo para averiguar la hora según la posición solar sobre sus respectivas verticales desde Plan.
Algunos de los lugares más emblemáticos del macizo son el ibón de Plan o Basa de la Mora, lago de montaña donde según cuenta la tradición se aparece en la noche de San Juan una princesa mora a los puros de corazón, o el circo de Armeña, sembrado de cientos de simas y gralleras. La naturaleza caliza del sustrato hace que el agua se filtre al interior de la montaña, por lo que no es posible encontrarla a partir de cierta altura. Muy cerca de este circo se encuentra el ibón de Armeña, de menores dimensiones que el de Plan.
La cumbre del Cotiella es uno de los lugares del Pirineo donde la tradición ha ubicado la celebración de aquelarres. La toponimia local nos muestra nombres como la Brecha de las Brujas (2604 m), que denomina a un collado muy próximo a la cumbre.

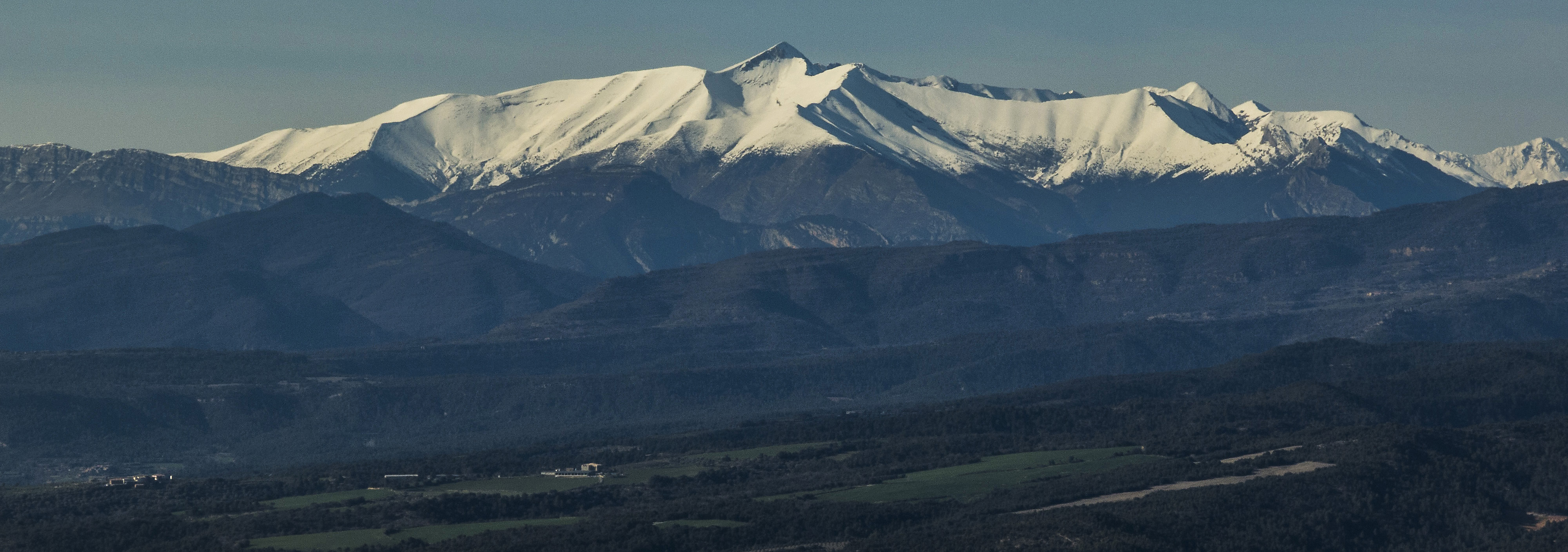
Vista panorámica del Cotiella